# Opéra d'Astana
L'opéra d'Astana (kazakh : Астана Oпера) est un opéra situé à Astana, au Kazakhstan. Sa construction a été ordonnée par un oukase de Noursoultan Nazarbaïev.

## Historique de la conception et de la construction
Le design a été partiellement fait par Noursoultan Nazarbaïev lui-même, et la construction a commencé le 6 juillet 2010 sous la direction de Mabetex Group (en). Le coût de la construction avoisine les 300 millions de dollars. Le site de l'opéra a une superficie de 9 ha.
L'opéra a ouvert ses portes en 2013, avec la représentation inaugurale de l'opéra en kazakh Birjan et Sara.

## Description
L'opéra comporte deux salles de spectacle :
- la salle principale (dotée de 1250 places assises), qui est utilisée pour les opéras et les ballets, dont la fosse d'orchestre peut accueillir 120 musiciens,
- le petite salle (dotée de 250 places assises), pour les concerts de musique de chambre[5].

C'est le deuxième édifice contemporain pouvant accueillir des opéras construit récemment, puisque le Palais de la paix et de la réconciliation, de 1500 places, a été construit en 2006. Astana Opéra est considéré comme le troisième plus gros opéra au monde; une de ses caractéristiques remarquables est le lustre monumental de 1,6 tonne suspendu dans le foyer de 13 m de haut. L'opéra comporte également plusieurs locaux annexes, comme un restaurant et des installations dédiées aux répétitions de la troupe. Le style de l'opéra est inspiré des grands théâtres italiens du XIXe siècle, mais il présente aussi des éléments typiquement kazakh, issus du patrimoine national, comme les fresques du canyon de Charyn et de Bourabay.

## Troupe et répertoire
L'opéra a son propre orchestre et sa troupe, qui joue en grande partie des œuvres issues des grands classiques, comme les opéras La traviata ou Tosca ou le ballet Casse-noisette, mais également des pièces du répertoire national, comme l'opéra Abai. L'orchestre est composé à 90 % de jeunes musiciens. La troupe est partie en tournée en 2014, jouant à New York, Toronto et Paris.